# Basilica da Santissima Trindade

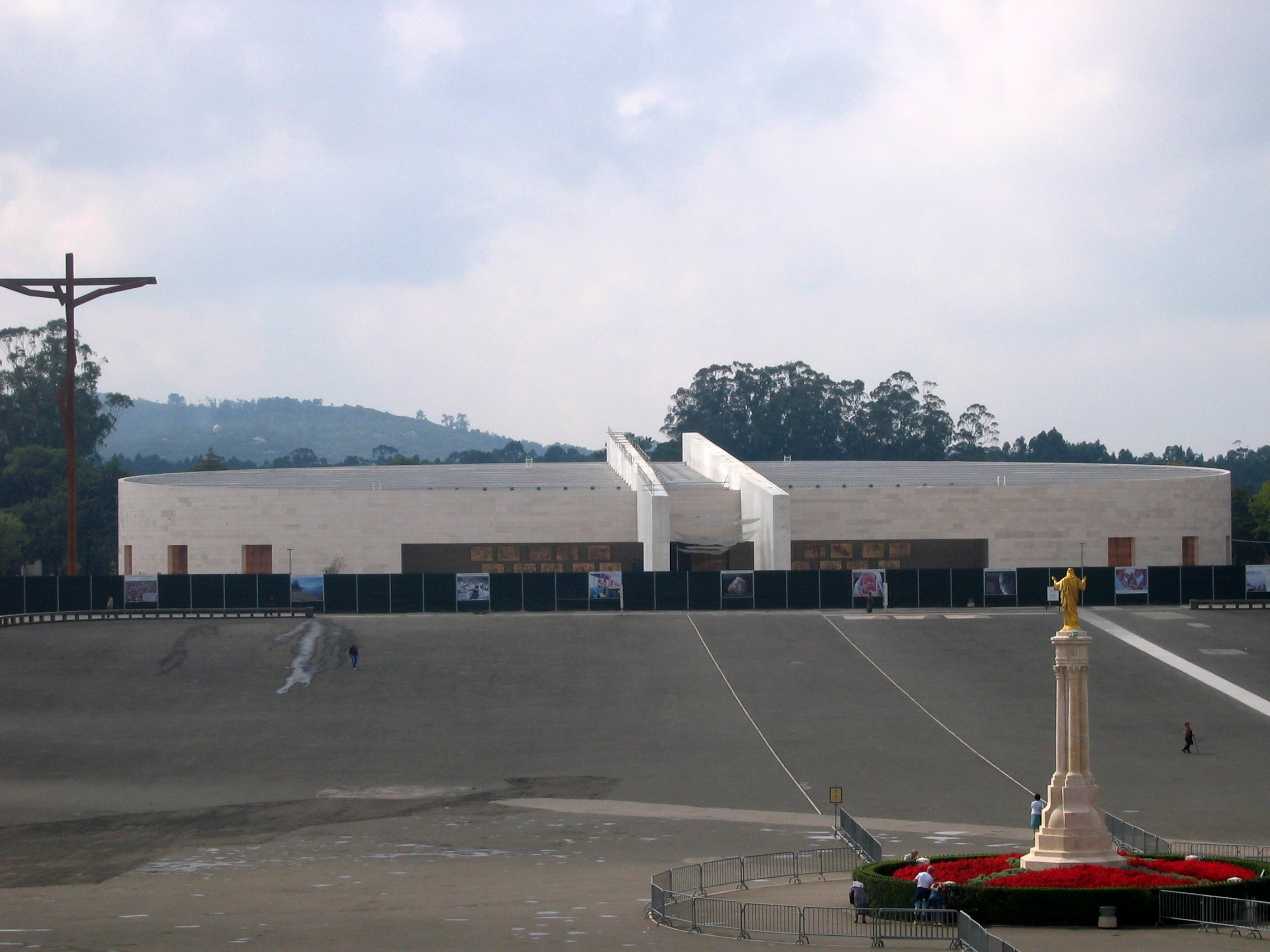
Igreja da Santissima Trindade etwa eine Woche vor ihrer Eröffnung

Die Basilica da Santissima Trindade (deutsch Basilika der Heiligsten Dreifaltigkeit) im Wallfahrtsort Fátima in Portugal ist nach Angaben von Kirchenvertretern die viertgrößte katholische Kirche der Welt und der bislang größte Kirchenneubau des 21. Jahrhunderts. Die Wallfahrtskirche des Bistums Leiria-Fátima ist seit 2012 Basilica minor und gehört zu den weltweit acht internationalen Heiligtümern.

## Geschichte
Aufgrund der immer größer werdenden Pilgerzahlen in Fátima wurde die bestehende Kirche am Ort, Basilica Antiga, zu klein. Bereits in den 1970er-Jahren entstanden daher Überlegungen zu einem Neubau. 1997 entschied das Heiligtum von Fátima, einen Wettbewerb für den Neubau einer Kirche zu veranstalten.
Die Grundsteinlegung erfolgte am  6. Juni 2004, dem Festtag der Heiligsten Dreifaltigkeit. Die Kirche wurde nach über drei Jahren Bauzeit am 12. Oktober 2007 unter dem Namen Igreja da Santissima Trindade geweiht. Ursprünglich sollte sie am 13. Mai 2007 eröffnet werden, dem Jahrestag der Erscheinung; die Fertigstellung verzögerte sich jedoch. Zu ihrer Eröffnung kamen zahlreiche katholische Würdenträger, u. a. Kardinalstaatssekretär Tarcisio Bertone. Am folgenden Tag kamen 250.000 Pilger, um den 90. Jahrestag der dritten Prophezeiung von Fátima zu feiern, welche der Legende zufolge in unmittelbarer Nähe stattgefunden haben soll.
Am 19. Juni 2012 erfolgte die Ernennung zur Basilica minor durch den Kardinalpräfekten der Kongregation für den Gottesdienst und die Sakramentenordnung, Antonio Caéizares Llovera, und im Folgenden die Umbenennung in Basilica da Santissima Trindade.

## Architektur und Kunst
Der Bau entstand nach den Plänen des griechischen Architekten Alexandros Tombazis (Ehrenmitglied des American Institute of Architects).  Im Jahr 2009 erhielt das Bauwerk sowie der Architekt und die verantwortlichen Ingenieure den „Outstanding Structure Award“ der IABSE.
Der oberirdische Hauptteil der Kirche ist kreisrund und hat einen Durchmesser von 125 m. Das Dach der Haupthalle kommt dabei ohne stützende Säulen aus, sodass von jedem der 8633 Sitzplätze aus ein freier Blick auf den Altar möglich ist. Dabei lässt sich für kleinere Veranstaltungen der vordere Sitzplatzbereich mit 3175 Plätzen vom hinteren Bereich abtrennen.
Das umbaute Volumen beträgt 130.000 m³. Die Angaben zu den Baukosten variieren je nach Quelle zwischen 60 und 80 Millionen Euro.
Die Kirche kann über 13 Türen betreten werden, die nach dem Willen des Architekten den zwölf Aposteln und Jesus Christus (das 64 m² große Haupttor) gewidmet sind.

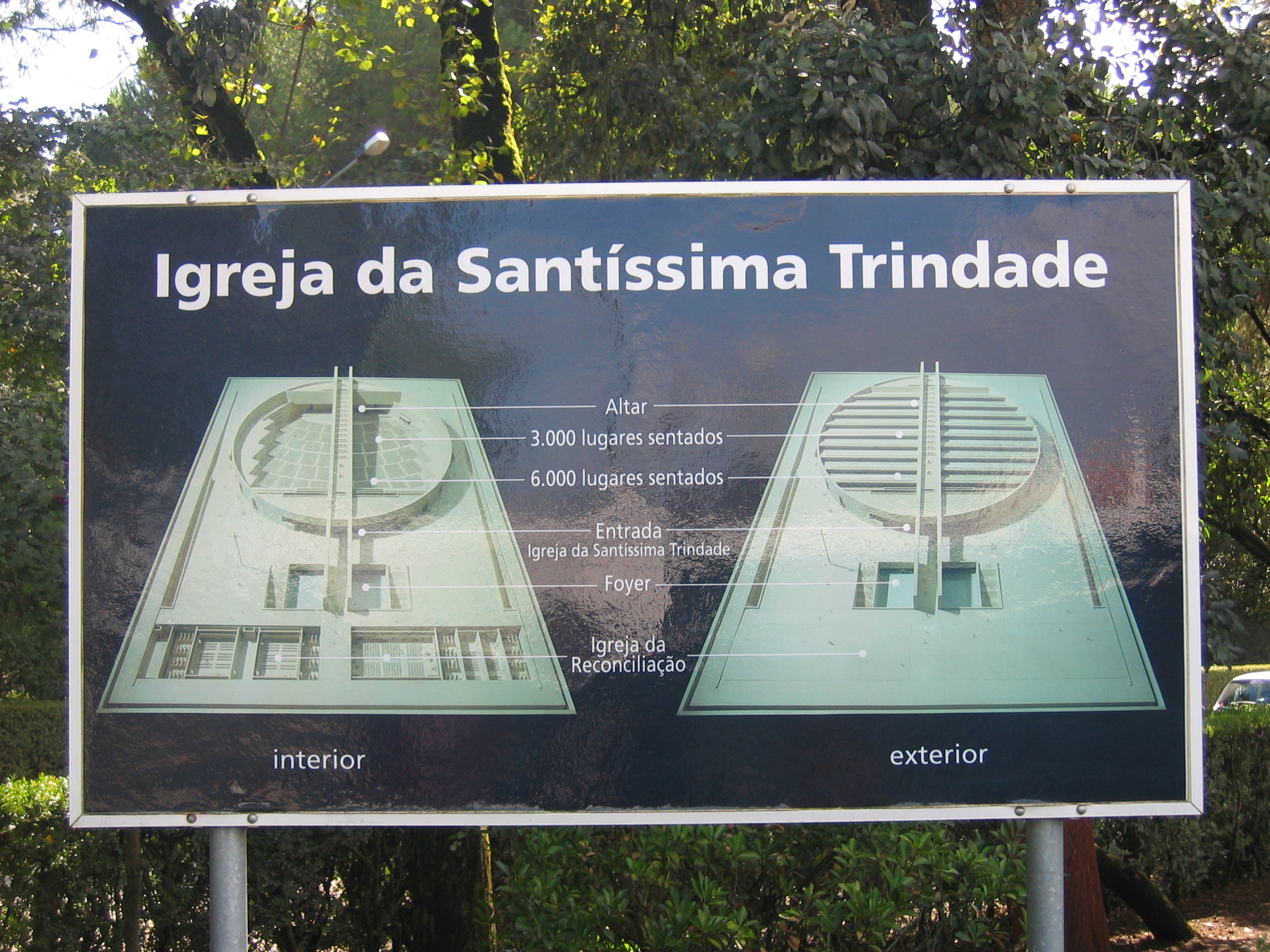
Modell der Kirche

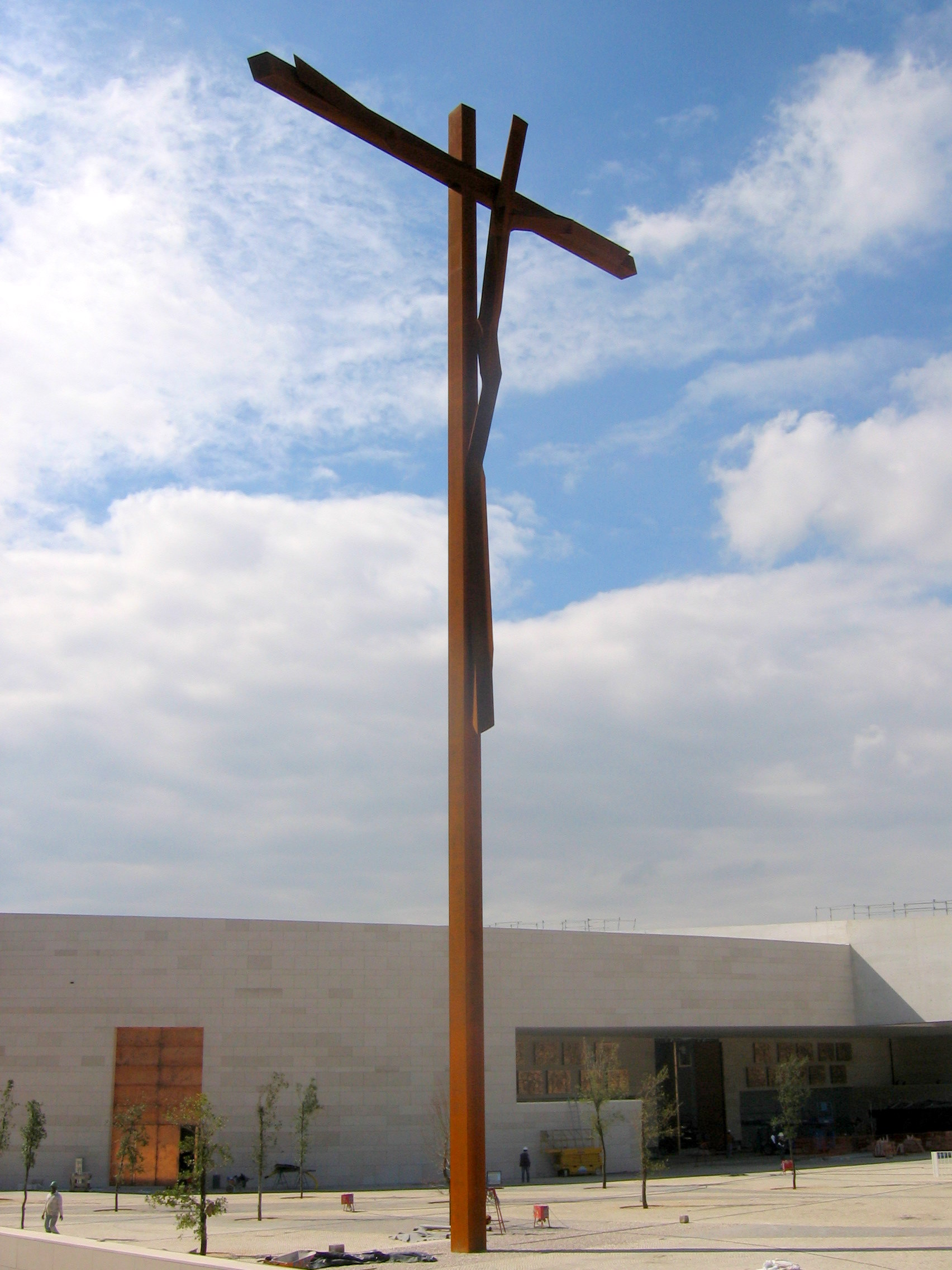
Kruzifix von Robert Schad vor der Kirche

Die Kirche steht gegenüber der bestehenden Wallfahrtskirche Basilica Antiga. Zwischen den beiden Kirchen befindet sich der größte Kirchenvorplatz der Welt. Unter dem Vorplatz befindet sich unter anderem noch eine Kapelle mit 600 Sitzplätzen.
Seitlich vor der Kirche befindet sich ein über 30 Meter hohes abstraktes Kruzifix des Künstlers Robert Schad aus Cortenstahl.
Die Mosaiken schuf Marko Ivan Rupnik.